# Villarbasín
Villarbasín (llamada oficialmente San Pedro de Vilarbasín) es una parroquia y una aldea española del municipio de Puertomarín, en la provincia de Lugo, Galicia.

## Organización territorial
La parroquia está formada por cuatro entidades de población:

### Entidades de población
Entidades de población que forman parte de la parroquia:
- Rebordondo
- Valcobo (Valcovo)
- Vilarbasín

### Despoblado
Despoblado que forma parte de la parroquia:
- Cuvela (A Covela)

## Demografía

### Parroquia
| Gráfica de evolución demográfica de Villarbasín (parroquia) entre 2000 y 2020 |
|                                                                               |
| Datos según el nomenclátor publicado por el INE.                              |

### Aldea
| Gráfica de evolución demográfica de Vilarbasín (aldea) entre 2000 y 2020 |
|                                                                          |
| Datos según el nomenclátor publicado por el INE.                         |